# Erzgrube Zufriedenheit
Die ehemalige Erzgrube Zufriedenheit lag im Südzipfel („Hastenrather Zipfel“) der Gemeinde Hastenrath bei Eschweiler  im Aachener Revier unmittelbar am Napoleonsweg südöstlich des als Niederhof bekannten Gehöftes am südlichen Rand der Burgholzer Mulde. Die Grube wurde 1829 an Wilhelm Bilstein aus Werth und Christian Bengel aus Mausbach (beide damals Gemeinde Gressenich) konzessioniert. Um 1845 gehörte die Grube Zufriedenheit dann dem Kölner Kaufmann Johann Jakob Langen, dessen Interessen von Jacob Bredt als Bevollmächtigtem vertreten wurden. Letzterer übernahm die Grube 1847 und brachte sie in die im gleichen Jahr gegründete Kommanditgesellschaft Bredt & Co. ein. Ab 1851 wurde die Grube von deren Nachfolgegesellschaft Allianz betrieben. Nach deren Liquidation ging sie in den Besitz der Bergwerksgesellschaft J.W. Schmalenbach über und wurde 1863 mit der benachbarten Albertsgrube vereinigt.